# Божан (Болгарія)
Божа́н (болг. Божан) — село в Добрицькій області Болгарії. Входить до складу общини Тервел.

## Населення
За даними перепису населення 2011 року у селі проживали 546 осіб.
Національний склад населення села:
| Національність   | Кількість осіб | Відсоток |
| ---------------- | -------------- | -------- |
| турки            | 392            | 94,5%    |
| цигани           | 16             | 3,9%     |
| болгари          | 3              | 0,7%     |
| інша             | 0              | 0%       |
| не визначились   | 4              | 1,0%     |
| Всього відповіли | 415            |          |

Розподіл населення за віком у 2011 році:
Динаміка населення: